# Kunitaka Kokaji
Kunitaka Kokaji (jap. 小鍛冶　邦隆, Kokaji Kunitaka) ist ein japanischer Dirigent und Komponist.

## Leben
Kokaji studierte an der Hochschule der Künste Tokio Komposition bei Masayuki Nagatomi und Teizō Matsumura, daneben war er Assistent des Dirigenten Kazuo Yamada. Er setzte seine Ausbildung am Conservatoire de Paris bei Olivier Messiaen und Henriette Puig-Roget und an der Universität für Musik und darstellende Kunst Wien bei Otmar Suitner fort. Danach arbeitete er als Korrepetitor in Paris und Wien und nahm Unterricht bei Franco Ferrara in Italien sowie bei Igor Markevitch und Manuel Rosenthal.
Als Dirigent debütierte er mit dem Tokyo Metropolitan Symphony Orchestra. Er dirigierte das New Japan Philharmonic Orchestra, das Tokyo Philharmonic Orchestra und das Tokyo Symphony Orchestra. Die Tokyo Sinfonietta dirigierte er seit ihrer Gründung und gab mit ihr Konzerte in Deutschland und Frankreich. In Japan leitete er die Erstaufführung von Gabriel Faurés Oper Pénélope und der Schauspielmusik Pelléas et Mélisande in der Originalversion.
Seit 1999 ist Kokaji Leiter und Dirigent des Contemporary Music Ensemble Tokyo COmeT, mit dem er 2001 John Palmers „Koan“ für Shakuhachi und Ensemble an der 2001 Musikwelttage in Yokohama aufführte und den Keizo Saji Award (佐治敬三賞) gewann. In der Saison 2003–04 gab er in Paris ein Konzert mit dem französischen Ensemble für zeitgenössische Musik ensemble 2e2m. Seit 2004 gibt er mit dem Ensemble COmeT die Performing Experiment Series.
Kokaji gab die japanische Übersetzung der Instrumentationskunde von Berlioz/Strauss heraus und verfasste selbst ein Kompositionslehrbuch. Als Komponist erhielt er u. a. den ersten Preis bei der Xenakis Composition Competition und den Bekku Young Composer Award und wurde mit einer lobenden Erwähnung bei den Weltmusiktagen der Internationalen Gesellschaft für Neue Musik geehrt. Er ist Professor für Komposition an der Tōkyō Geijutsu Daigaku.

## Diskografie
- Koan, Still, Satori. Sargasso Records[4]